# Zespół Szkół im. ks. prał. Stanisława Gawlika w Radziechowach

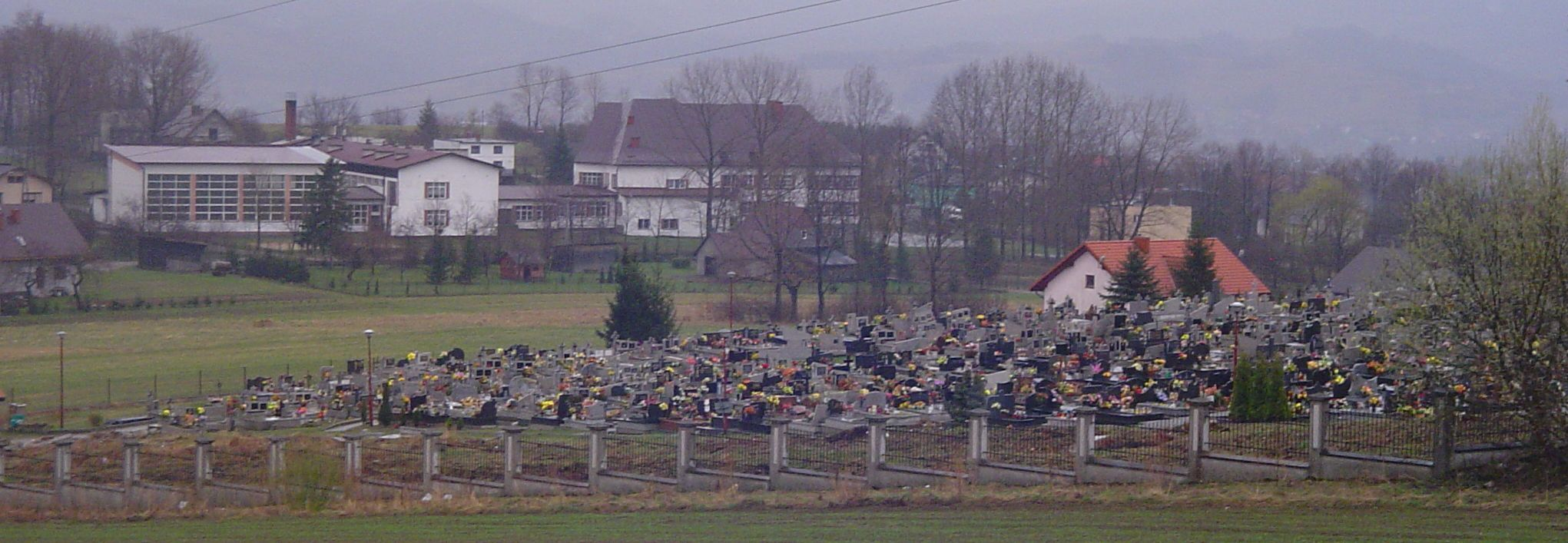
Zespół Szkół im. ks. prał. Stanisława Gawlika w Radziechowach (na pierwszym planie cmentarz)

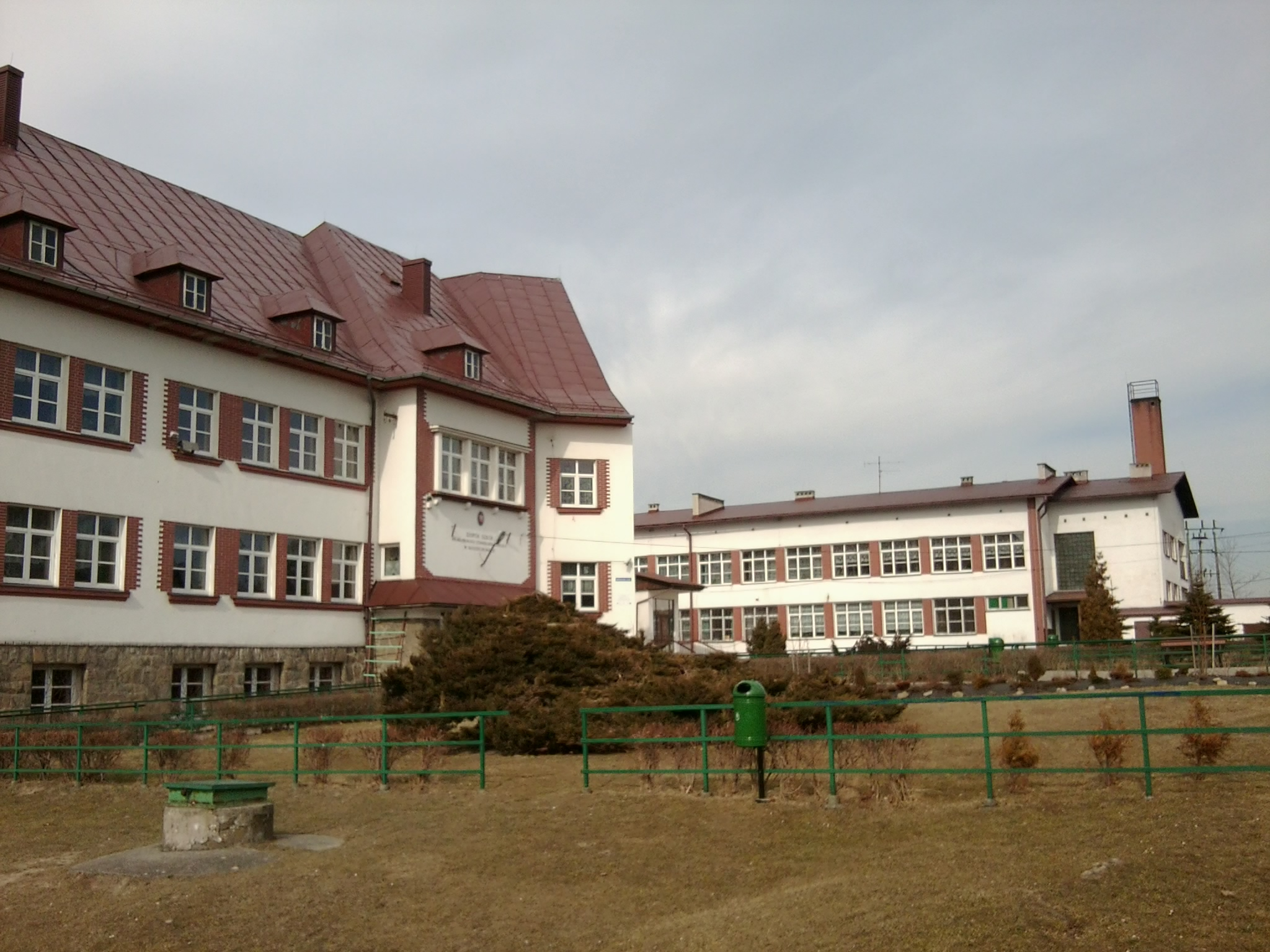
Zespół Szkół im. ks. prał. Stanisława Gawlika w Radziechowach od strony ulicy Szkolnej

Zespół Szkół im. ks. prał. Stanisława Gawlika w Radziechowach to placówka oświatowa we wsi Radziechowy, w skład której wchodzą Szkoła Podstawowa w Radziechowach oraz Gimnazjum Publiczne nr 1 w Radziechowach.
Budynek składa się z dwóch wyraźnie odmiennych architektonicznie części - starszej (z lat sześćdziesiątych XX w.) i nowszej (z lat siedemdziesiątych XX w.), które łączy przewiązka. W starszej części mieści się szkoła podstawowa, a w nowszej gimnazjum. 
Od 14 października 2005 roku Zespół Szkół ma w nazwie patrona Stanisława Gawlika, wieloletniego proboszcza parafii radziechowskiej.